# Kåltrav
Kåltrav (Conringia orientalis) är en ört inom familjen korsblommiga växter.